# 朝鮮語の方言
朝鮮語の方言（ちょうせんごのほうげん）では朝鮮語における方言について概観する。

## 方言区画

### 一般的な区画
朝鮮語の方言は音韻・文法・語彙の面からいくつかの区画に区分される。方言区画は研究者の間で若干の見解差があり必ずしも一致しないが、多くの場合以下の6つの方言を区分する。各方言の名称は「方言研究会 (방언연구회) 2001」に依拠する。
1. 西北方言（朝鮮語版） … 旧平安道（現・平壌直轄市、平安南道、平安北道、慈江道）地域を中心とした方言。平安道方言とも呼ばれる。北朝鮮の朝鮮語である文化語は、平壌方言を土台の一部としている。黄海道地域の北部あるいは全部をこの方言区域に含める研究者もある。
2. 東北方言（朝鮮語版） … 旧咸鏡道（現・咸鏡南道、咸鏡北道、両江道）地域を中心とした方言。咸鏡道方言とも呼ばれる。朝鮮民族の中国人にあたる朝鮮族もこの方言を主に話していることが非常に多いため、中国朝鮮語もここに属する。旧平安北道の東北部（現在の慈江道・両江道の境界地域）を含める場合が多い。通常は咸鏡南道南部を除くが、旧咸鏡南道南部（現江原道北部）付近の扱いは研究者により異なりうる。咸鏡北道最北部の会寧市、穏城郡、鍾城郡（現・穏城郡の一部）、慶源郡（現・セビョル郡）などの方言は「六鎮方言」と呼ばれ、東北方言から区分する研究者もある。
3. 中部方言 … 京畿道（ソウル特別市・仁川広域市を含む）、黄海道、江原道、忠清道（大田広域市・世宗特別自治市を含む）地域を中心とした諸方言。韓国標準語の土台となっているソウル方言もここに属する。旧永興郡（現・金野郡）以南の咸鏡南道地域を含むことが多い。黄海道の北部あるいは全部は西北方言とする研究者もある。また、江原道の日本海沿岸地域（嶺東地方）の方言を中部方言から区分する場合がある（「嶺東方言」を参照）。
4. 西南方言 … 全羅道地域（光州広域市を含む）を中心とした方言。全羅道方言、湖南方言とも呼ばれる。下位方言は北部西南方言（全北方言）、南部西南方言（全南方言）と呼ばれる。
5. 東南方言 … 慶尚道地域（釜山広域市・大邱広域市・蔚山広域市を含む）を中心とした方言。慶尚道方言、嶺南方言とも呼ばれる。下位方言は北部東南方言（慶北方言）、南部東南方言（慶南方言）と呼ばれる。
6. 済州方言 … 済州島およびそれに附属する島嶼の方言。別言語と見なす見解もある（済州特別自治道は「済州語」としている）

### 方言区画に関する諸見解

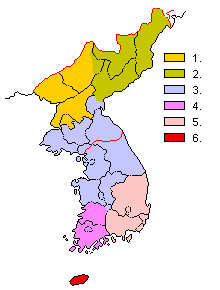
【図1】小倉進平の方言区画Ogura(1940)に依拠1.平安道方言
2.咸鏡道方言
3.京畿道方言
4.全羅道方言
5.慶尚道方言
6.済州島方言

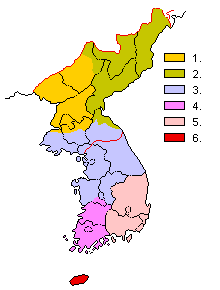
【図2】李崇寧の方言区画李崇寧(1967)に依拠1.平安道方言
2.咸鏡道方言
3.中部方言
4.全羅道方言
5.慶尚道方言
6.済州道方言

朝鮮語の方言区画は李克魯「조선말의 사투리（朝鮮語の方言）」（1932年）に始まると言われる。 李克魯は朝鮮語の方言を5つに区分しているという。 ここでは済州島の方言についての言及がないが、半島部の方言を中部・西北部・東北部・西南部・東南部の5つに区分する方法はこの時期からすでに見られる。
済州島の方言を含めた朝鮮語の方言全体の体系的な区分法は小倉進平によってなされた (Ogura 1940)。小倉進平は朝鮮語の方言を「平安道方言」（旧厚昌郡を除く旧平安南北道）、「咸鏡道方言」（旧永興郡以南を除く旧咸鏡南北道、旧平安北道厚昌郡を含む）、「京畿道方言」（旧黄海道、京畿道、当時の蔚珍郡を除く旧江原道、忠清南北道、旧永興郡以南の旧咸鏡南道、全羅北道茂朱郡）、「全羅道方言」（茂朱郡を除く全羅南北道）、「慶尚道方言」（慶尚南北道、当時の江原道蔚珍郡を含む）、「済州島方言」の6つに区分した（【図1】参照）。また河野六郎は小倉進平の区分法を基本的に踏襲して「西鮮方言」（『河野六郎著作集1』所収版では「西北方言」）、「北鮮方言」（同「東北方言」）、「中鮮方言」（同「中部方言」）、「南鮮方言」（同「南部方言」、Ogura (1940) の全羅道方言と慶尚道方言を統合した区域）、「済州島方言」の5つを区分している（河野 1945）。
大韓民国における区分法を見る。李崇寧は「平安道方言」、「咸鏡道方言」、「全羅道方言」、「慶尚道方言」、「済州島方言」、「中部方言」の6つを区分する（李崇寧 1967）。区画は小倉進平の区分法と同様であるが、それぞれの区画の範囲は小倉のものと必ずしも一致しない（【図2】参照）。 『方言學 事典』の区分は小倉進平、李崇寧の区分を踏襲している。西北方言については旧厚昌郡を含めつつも、旧厚昌郡と旧陽徳郡は「東北方言の影響が強い」としている。中部方言については、黄海道載寧郡以南とし、黄海（北）道北部を含めていない。同時に忠清北道丹陽郡と永同郡は東南方言の強い影響下にあるとしている（方言研究会 (방언연구회)(2001：375)。小倉進平と異なる体系で区分したものに、崔鶴根の区分法がある。崔鶴根は忠清道北部と江原道江陵以南の嶺東地域（江原道の日本海沿岸部）を結ぶ線を境界として、朝鮮語の方言を北部方言群と南部方言群に大きく二分し、前者には平安道、咸鏡道、黄海道、京畿道、忠清道北部、江陵以南の嶺東地域を除く江原道の諸方言を属させ、後者には忠清道南部、江原道江陵以南の嶺東地域、全羅道、慶尚道、済州島の諸方言を属させた。
朝鮮民主主義人民共和国における区分法を見る。金炳濟(김병제) の区分法は朝鮮語の方言を東部方言と西部方言に二分した上で、さらに東部方言を東北方言と東南方言の2つに下位区分し、西部方言を西北方言、中部方言、西南方言、済州島方言の4つに下位区分している。6つに区分する方法は小倉進平の区分法と同じであるが、黄海道の方言は平安道の方言と併せて「西北方言」としている。キム・ソングン (김성근) の区分法では西北・東北・中部・西南・東南・済州・六鎮の7区画を認めている（キムソングン(김성근) 2005）。六鎮方言を東北方言から積極的に区分しているのが特徴である。また、黄海道地域の方言全体を中部方言とすることに異議を唱えており、黄海北道地域を西北方言と見ることに妥当性を見いだしている。
このように、現在の南北朝鮮における方言学ではいくつかの方言区画が提唱されているが、それらは小倉進平の提示した6区画の区分法から大きく離れるものでなく、大筋において小倉進平の区分法が基になっていると見てよいだろう。

## 分類

### 小倉(1940)の区分に基づく分類
|  | =咸鏡道方言 |
|  |             |
|  | 六鎮方言    |
|  |             |

|  | 黄海道方言 |
|  | |
|  | ソウル方言（京畿道方言） |
|  | |
|  | 忠清道方言 (忠清道方言の場合、中部方言の下位方言ではなく、独自の方言圏と見て研究する事例もあり、大田広域市と世宗特別自治市を含む近隣の忠清南道地域の場合、南部方言圏に分類する。) |
|  | |
|  | 嶺東方言（中部方言に含まず独自の方言区分とする場合もある） |
|  | |

|  | =咸鏡道方言 |
|  |             |
|  | 六鎮方言    |
|  |             |

|  | 黄海道方言 |
|  | |
|  | ソウル方言（京畿道方言） |
|  | |
|  | 忠清道方言 (忠清道方言の場合、中部方言の下位方言ではなく、独自の方言圏と見て研究する事例もあり、大田広域市と世宗特別自治市を含む近隣の忠清南道地域の場合、南部方言圏に分類する。) |
|  | |
|  | 嶺東方言（中部方言に含まず独自の方言区分とする場合もある） |
|  | |

|  | =咸鏡道方言 |
|  |             |
|  | 六鎮方言    |
|  |             |

|  | 黄海道方言 |
|  | |
|  | ソウル方言（京畿道方言） |
|  | |
|  | 忠清道方言 (忠清道方言の場合、中部方言の下位方言ではなく、独自の方言圏と見て研究する事例もあり、大田広域市と世宗特別自治市を含む近隣の忠清南道地域の場合、南部方言圏に分類する。) |
|  | |
|  | 嶺東方言（中部方言に含まず独自の方言区分とする場合もある） |
|  | |

|  | =咸鏡道方言 |
|  |             |
|  | 六鎮方言    |
|  |             |

|  | 黄海道方言 |
|  | |
|  | ソウル方言（京畿道方言） |
|  | |
|  | 忠清道方言 (忠清道方言の場合、中部方言の下位方言ではなく、独自の方言圏と見て研究する事例もあり、大田広域市と世宗特別自治市を含む近隣の忠清南道地域の場合、南部方言圏に分類する。) |
|  | |
|  | 嶺東方言（中部方言に含まず独自の方言区分とする場合もある） |
|  | |

### 金炳濟(1988)などの区分に基づく分類
|  | （六鎮方言） |
|  |              |
|  | 東北方言     |
|  |              |
|  | 東南方言     |
|  |              |

|  | 西北方言   |
|  |            |
|  | 中部方言   |
|  |            |
|  | 西南方言   |
|  |            |
|  | （済州語） |
|  |            |

|  | （六鎮方言） |
|  |              |
|  | 東北方言     |
|  |              |
|  | 東南方言     |
|  |              |

|  | 西北方言   |
|  |            |
|  | 中部方言   |
|  |            |
|  | 西南方言   |
|  |            |
|  | （済州語） |
|  |            |